# Totternhoe
Totternhoe – wieś w Anglii, w hrabstwie ceremonialnym Bedfordshire, w dystrykcie (unitary authority) Central Bedfordshire. Leży 29 km na południe od centrum miasta Bedford i 52 km na północny zachód od centrum Londynu. W 2001 miejscowość liczyła 1180 mieszkańców.